# Manuel Mazaudier
Manuel Mazaudier est un acteur français. Il a été élève du Conservatoire national supérieur d'art dramatique, promotion 1997.

## Filmographie
- 1998 : Anne et Manuel de Valérie Mréjen
- 1998 : Chacun pour soi de Bruno Bontzolakis
- 1998 : Les Mains de Violeta de Lucia Sanchez
- 2005 : Journal IV et Journal V de Mathieu Gérault
- 2012 : Après Mai d'Olivier Assayas

## Théâtre
- 1998 : Yvonne, princesse de Bourgogne de Witold Gombrowicz, mise en scène d'Yves Beaunesne, Théâtre national de la Colline
- 2002 : Mercure apocryphe, d’après Yann Apperry, mise en scène de Valérie Crunchant, avec Lucia Sanchez
- 2003 : Face au mur de Martin Crimp, mise en scène de Marc Paquien
- 2004 : La Splendeur du Portugal, mise en scène de Laurence de La Fuente
- 2004 : La Mère de Stanisław Ignacy Witkiewicz, mise en scène de Marc Paquien